# Schesaplana
O Schesaplana é uma montanha do maciço de Rätikon, situada na Fronteira Áustria-Suíça e com 2964.3 m de altitude (segundo a Suíça) ou 2965 m (segundo a Áustria). O seu cume-pai é o Piz Kesch. Separa Vorarlberg (Áustria) de Graubuenden (Suíça).

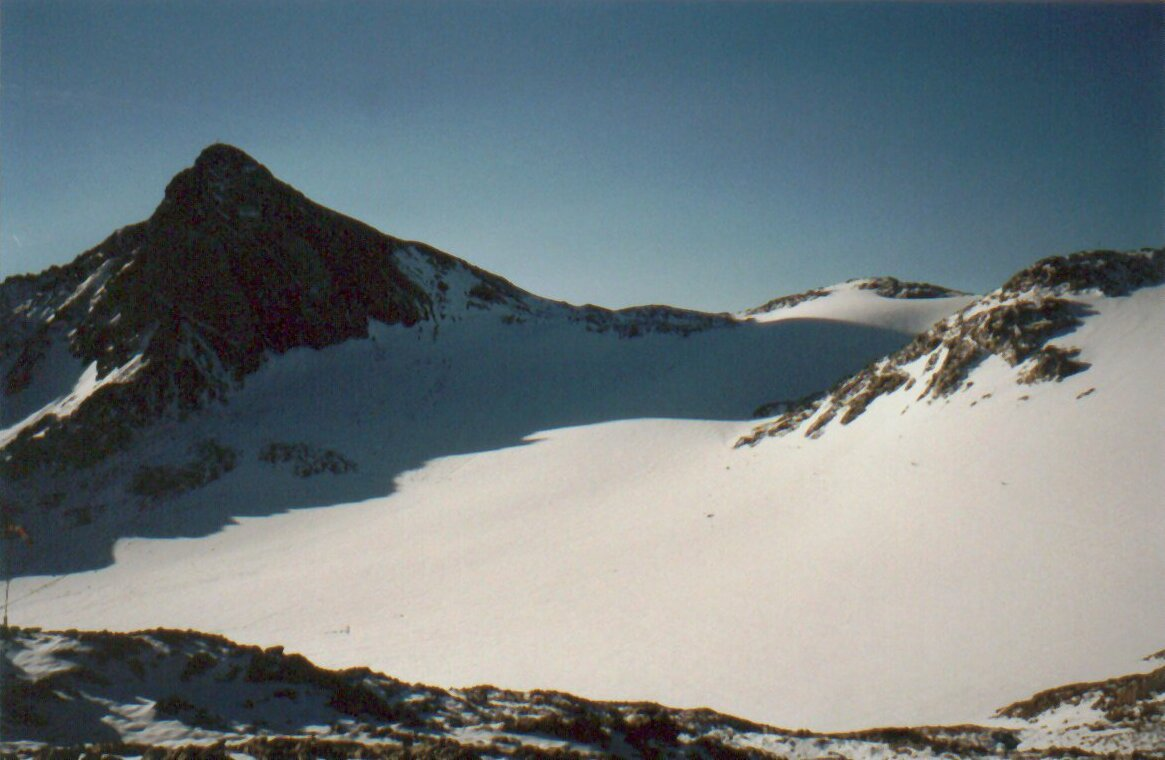
Schesaplana